# Хелл (Острова Кайман)
Хелл (с англ. Hell — «Ад») — населённый пункт с редким геологическим образованием на острове Большой Кайман в архипелаге Каймановы острова.
Находится в 13 км к северу от столицы Каймановых островов — города Джорджтаун. Представляет собой скалы зубчатой формы из черного известняка, раскинувшихся на площади около 2 тыс. м².
Проход на территорию геологической формации для туристов запрещен. Увидеть известняковые образования можно только со смотровых площадок, вход на которые бесплатный.

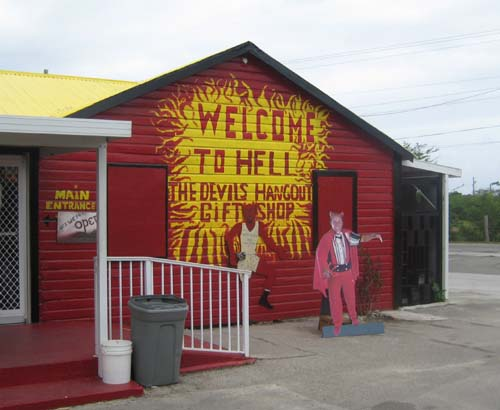
Сувенирный магазин

Один из местных жителей обладает единственным в округе магазинчиком, где можно приобрести различные сувениры — майки, бейсболки, магниты и наклейки, чашки и другую посуду с инфернальной символикой. Особой популярностью пользуются футболки с надписью: «Побывал в Аду и вернулся живым». Также здесь есть почтовое отделение, где можно отослать открытку «из ада».